# Hard Fest
Hard est une marque de festivals de musique, de croisières musicales et de concert fondée en 2007. Le premier Hard Music Festival s'est tenu le 31 décembre 2007 à Los Angeles et a accueilli les artistes Justice, Peaches et 2 Live Crew. Hard est surtout connu pour le Hard Summer Music Festival et le Hard Haunted Mansion, mais la marque organise également plusieurs événements plus petits et des spectacles uniques. Hard est parfois appelé « Hard Fest » par les fans. Les autres festivals de Hard comprennent le Hard Summer, le Hard Red Rocks, le Hard at Electric Daisy Carnival et la croisière de musique électronique Holy Ship !, et les anciens événements comprennent le Hard Day of The Dead, le Hard 13, le Turkey Soup et le Hard Miami. La marque est rachetée par Live Nation Entertainment en 2012,.